# Yume Bitsu
Yume Bitsu (significa batidas dos sonhos em japonês), é uma banda psicodélica dos Estados Unidos. A maioria da banda vive na costa pacífica da Califórnia, Oregon, e às vezes em Washington.